# 61 Cygni
61 Cygni, som är stjärnans Flamsteed-beteckning, är en dubbelstjärna belägen i den mellersta delen av stjärnbilden Svanen. Den består av 61 Cygni A, eller V1803 Cygni som är en roterande variabel av BY Dra-typ och 61 Cygni B som är en irreguljär variabel (IS). De kretsar kring varandra i en omloppsbana med en period av omkring 659 år. De har en skenbar magnitud på ca 5,20 respektive 6,05 och är svagt synliga för blotta ögat där ljusföroreningar ej förekommer. Baserat på parallax enligt Gaia Data Release 2 på ca 286 mas, beräknas den befinna sig på ett avstånd på ca 11,4 ljusår (ca 3,5 parsek) från solen. Paret rör sig närmare solen med en heliocentrisk radialhastighet av ca -66  respektive -64 km/s.
61 Cygni väckte först astronomernas intresse när Giuseppe Piazzi 1804 först påvisade dess stora egenrörelse. År 1838 mätte Friedrich Bessel dess avstånd från jorden till ca 10,4 ljusår, mycket nära det faktiska värdet på ca 11,4 ljusår och därmed en av våra närmaste stjärnor. Detta var den första avståndsuppskattningen för någon annan stjärna än solen och den första stjärnan för uppmättes stjärnparallax. Bland alla stjärnor eller stjärnsystem listade i den moderna Hipparkoskatalogen har 61 Cygni den sjunde största egenrörelsen och den största bland alla synliga stjärnor eller system.
Under 1900-talet rapporterade flera olika astronomer bevis på att en massiv planet kretsade kring en av de två stjärnorna, men nyligen noterade observationer av radiell hastighet har med hög precision visat att alla sådana påståenden var ogrundade. Inga planeter har hittills bekräftats i konstellationen.

## Egenskaper
Primärstjärnan 61 Cygni A är en orange stjärna i huvudserien av spektralklass K5 V. Den har en massa som är ca 0,7 solmassor, en radie som är ca 0,7 solradier och utsänder från dess fotosfär ca 0,15 gånger den energi som solen utsänder vid en effektiv temperatur av ca 4 500 K.
Följeslagaren 61 Cygni B är en orange stjärna i huvudserien av spektralklass K7 V. Den har en massa som är ca 0,6 solmassor, en radie som är ca 0,6 solradier och utsänder från dess fotosfär ca 0,085 gånger den energi som solen utsänder vid en effektiv temperatur av ca 4 100 K.

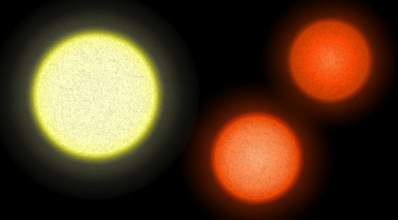
En storleksjämförelse mellan Solen till vänster, 61 Cygni A nere till höger och 61 Cygni B uppe till höger.

61 Cygni A varierar mellan visuell magnitud +5,19 och 5,27 och 
61 Cygni B varierar mellan +6,02 och 6,09. 61 Cygni A är en typisk BY Draconis-variabelstjärna även betecknad som V1803 Cygni medan 61 Cygni B är en variabel stjärna med flare som har beteckningen HD 201092. De två stjärnorna kretsar kring deras gemensamma barycenter med en period av 659 år, med en medelseparation på ca 84 AE. Den relativt stora excentriciteten på 0,49 i omloppet betyder att de två stjärnorna är åtskilda med cirka 44 AE vid periapsis och 124 AE vid apoapsis. Parets långsamma omlopp har gjort det svårt att fastställa deras respektive massor, och noggrannheten hos dessa värden är fortfarande något kontroversiell. I framtiden kan denna fråga lösas med hjälp av asteroseismologi. 61 Cygni A har ca 11 procent större massa än 61 Cygni B.
Systemet har en aktivitetscykel som är mycket mer uttalad än solens solfläckscykel. Det är en komplex aktivitetscykel som varierar med en period på ca 7,5 ± 1,7 år. Stjärnfläcksaktiviteten i kombination med rotation och kromosfärisk aktivitet är ett kännetecken för en BY Draconis-variabel. På grund av differentiell rotation varierar denna stjärnas ytrotationsperiod efter latitud från 27 till 45 dygn med en genomsnittlig period på 35 dygn.